# Wolfgang Kreißig
Wolfgang Kreißig (né le 29 août 1970 à Gehrden) est un athlète allemand, spécialiste du saut en hauteur.

Il est finaliste aux Jeux olympiques de 1996 et de 2000. Son meilleur saut est de 2,34 m obtenu en 1999. 